# Косово (община Брод)
 За други значения вижте Косово (пояснение).  
Косово (на македонска литературна норма: Косово) е село в Северна Македония, в община Брод (Македонски Брод).

## География
Селото се намира в областта Горно Поречие под връх Фойник.

## История
В XIX век Косово е село в Поречка нахия на Кичевска каза на Османската империя. В „Етнография на вилаетите Адрианопол, Монастир и Салоника“, издадена в Константинопол в 1878 година и отразяваща статистиката на населението от 1873 година Косово (Kossovo) е посочено като село с 8 домакинства с 30 жители българи.
Църквата „Свети Георги“ е от 1895 година.
Според статистиката на Васил Кънчов („Македония. Етнография и статистика“) от 1900 година Косово е населявано от 176 жители българи християни.
На Етнографската карта на Битолския вилает на Картографския институт в София от 1901 година Косово е чисто българско село в Кичевската каза на Битолския санджак с 20 къщи.
Цялото село в началото на XX век е сърбоманско. Според митрополит Поликарп Дебърски и Велешки в 1904 година в Косоо има 25 сръбски къщи. По данни на секретаря на Българската екзархия Димитър Мишев („La Macédoine et sa Population Chrétienne“) в 1905 година в Косово има 240 българи патриаршисти сърбомани.
След Междусъюзническата война в 1913 година селото попада в Сърбия.
На етническата си карта на Северозападна Македония в 1929 година Афанасий Селишчев отбелязва Косово като българско село.
Според преброяването от 2002 година селото има 67 жители македонци.